# Eutélidas
Eutélidas (en griego antiguo: Εὐτελίδας, romanizado: Eutelidas) fue un deportista espartano que, según Pausanias, ganó un premio en los Juegos Olímpicos en la modalidad de pentatlón y en la de lucha en la 38.ª Olimpiada, en 628 a C.
El pentatlón infantil se celebró por primera vez en estos Juegos y se abolió de inmediato, y Eutélidas fue el único ganador en esta categoría en toda la historia. La inscripción de la estatua que vio Pausanias era ya demasiado antigua para que pudiera leer lo que decía. También dice, y Eusebio de Cesarea lo recoge a partir de textos de Sexto Julio Africano, que ganó la competición de lucha.